# 上图尔巴
上图尔巴是德国巴伐利亚州的一个市镇。总面积52.48平方公里，总人口5032人，其中男性2480人，女性2552人（2011年12月31日），人口密度96人/平方公里。